# HFK Přerov
Hanácký fotbalový klub Přerov byl český fotbalový klub z Přerova, který vznikl roku 1951 a zanikl roku 2000 sloučením s FKM Přerov do nově vzniklého klubu FK mládeže Přerov.
Největším úspěchem klubu bylo odehrání celkem 3 ročníků ve 2. nejvyšší soutěži (1996/97–1998/99).

## Historické názvy
Zdroj:
- 1951 – Spartak Přerov
- 1953 – DSO Spartak Přerov (Dobrovolná sportovní organizace Spartak Přerov)
- TJ Spartak PS Přerov (Tělovýchovná jednota Spartak Přerovské strojírny Přerov)
- 1993 – FK PS Přerov (Fotbalový klub Přerovské strojírny Přerov)
- 1995 – sloučen s FK LMCH LET Přerov, název nezměněn
- 1996 – sloučení s FC Alfa Slušovice, název nezměněn
- 1997 – FK Hanácká kyselka Přerov (Fotbalový klub Hanácká kyselka Přerov)
- 1999 – HFK Přerov (Hanácký fotbalový klub Přerov)

## Umístění v jednotlivých sezonách
Legenda: Z – zápasy, V – výhry, R – remízy, P – porážky, VG – vstřelené góly, OG – obdržené góly, +/− – rozdíl skóre, B – body, červené podbarvení – sestup, zelené podbarvení – postup, fialové podbarvení - reorganizace, změna skupiny či soutěže
| Československo (1953 – 1993) |                                |        |                                                            |                                                            |                                                            |                                                            |                                                            |                                                            |                                                            |                                                            |        |
| Sezóny                       | Liga                           | Úroveň | Z                                                          | V                                                          | R                                                          | P                                                          | VG                                                         | OG                                                         | +/−                                                        | B                                                          | Pozice |
| 1953                         | Krajská soutěž - Olomouc       | 3      | 11                                                         | 4                                                          | 3                                                          | 4                                                          | 24                                                         | 30                                                         | −6                                                         | 11                                                         | 7.     |
| ...                          |                                |        |                                                            |                                                            |                                                            |                                                            |                                                            |                                                            |                                                            |                                                            |        |
| 1960/61                      | Severomoravský krajský přebor  | 3      | 26                                                         | 8                                                          | 7                                                          | 11                                                         | 40                                                         | 56                                                         | −16                                                        | 23                                                         | 11.    |
| 1961/62                      | Severomoravský krajský přebor  | 3      | 26                                                         | 12                                                         | 3                                                          | 11                                                         | 41                                                         | 59                                                         | −18                                                        | 27                                                         | 6.     |
| 1962/63                      | Severomoravský krajský přebor  | 3      | 26                                                         | 9                                                          | 3                                                          | 14                                                         | 43                                                         | 65                                                         | −22                                                        | 21                                                         | 10.    |
| 1963/64                      | Severomoravský krajský přebor  | 3      | 26                                                         | 5                                                          | 3                                                          | 18                                                         | 36                                                         | 78                                                         | −42                                                        | 13                                                         | 13.    |
| ...                          |                                |        |                                                            |                                                            |                                                            |                                                            |                                                            |                                                            |                                                            |                                                            |        |
| 1969/70                      | Středomoravský župní přebor    | 5      | 26                                                         | 8                                                          | 11                                                         | 7                                                          | 41                                                         | 35                                                         | +6                                                         | 27                                                         | 6.     |
| 1970/71                      | Středomoravský župní přebor    | 5      | 26                                                         | 9                                                          | 5                                                          | 12                                                         | 43                                                         | 46                                                         | −3                                                         | 23                                                         | 8.     |
| 1971/72                      | Středomoravský župní přebor    | 5      | 26                                                         | 14                                                         | 6                                                          | 6                                                          | 43                                                         | 31                                                         | +12                                                        | 34                                                         | 3.     |
| ...                          |                                |        |                                                            |                                                            |                                                            |                                                            |                                                            |                                                            |                                                            |                                                            |        |
| 1975/76                      | Severomoravský krajský přebor  | 5      | ...                                                        | ...                                                        | ...                                                        | ...                                                        | ...                                                        | ...                                                        | ...                                                        | ...                                                        | 1.     |
| 1976/77                      | Divize D                       | 4      | 30                                                         | 10                                                         | 6                                                          | 14                                                         | 44                                                         | 40                                                         | +4                                                         | 26                                                         | 14.    |
| 1977/78                      | Severomoravský krajský přebor  | 4      | ...                                                        | ...                                                        | ...                                                        | ...                                                        | ...                                                        | ...                                                        | ...                                                        | ...                                                        | 1.     |
| 1978/79                      | Divize D                       | 3      | 30                                                         | 9                                                          | 12                                                         | 9                                                          | 30                                                         | 35                                                         | −5                                                         | 30                                                         | 7.     |
| 1979/80                      | Divize D                       | 3      | 30                                                         | 10                                                         | 10                                                         | 10                                                         | 37                                                         | 39                                                         | −2                                                         | 30                                                         | 7.     |
| 1980/81                      | Divize D                       | 3      | 30                                                         | 16                                                         | 8                                                          | 6                                                          | 43                                                         | 27                                                         | +16                                                        | 40                                                         | 1.     |
| 1981/82                      | 2. ČNFL – sk. B                | 3      | 30                                                         | 16                                                         | 7                                                          | 7                                                          | 61                                                         | 39                                                         | +22                                                        | 39                                                         | 4.     |
| 1982/83                      | 2. ČNFL – sk. B                | 3      | 30                                                         | 13                                                         | 7                                                          | 10                                                         | 56                                                         | 41                                                         | +15                                                        | 33                                                         | 3.     |
| 1983/84                      | 2. ČNFL – sk. B                | 3      | 30                                                         | 11                                                         | 6                                                          | 13                                                         | 51                                                         | 54                                                         | −3                                                         | 28                                                         | 10.    |
| 1984/85                      | 2. ČNFL – sk. B                | 3      | 30                                                         | 14                                                         | 9                                                          | 7                                                          | 55                                                         | 33                                                         | +22                                                        | 37                                                         | 4.     |
| 1985/86                      | 2. ČNFL – sk. B                | 3      | 30                                                         | 17                                                         | 7                                                          | 6                                                          | 61                                                         | 31                                                         | +30                                                        | 41                                                         | 2.     |
| 1986/87                      | 2. ČNFL – sk. B                | 3      | 30                                                         | 11                                                         | 6                                                          | 13                                                         | 48                                                         | 45                                                         | +3                                                         | 33                                                         | 9.     |
| 1987/88                      | 2. ČNFL – sk. B                | 3      | 28                                                         | 9                                                          | 7                                                          | 12                                                         | 41                                                         | 54                                                         | −13                                                        | 25                                                         | 12.    |
| 1988/89                      | 2. ČNFL – sk. B                | 3      | 30                                                         | 8                                                          | 4                                                          | 18                                                         | 41                                                         | 59                                                         | −18                                                        | 20                                                         | 15.    |
| 1989/90                      | Divize D                       | 4      | 30                                                         | 11                                                         | 8                                                          | 11                                                         | 52                                                         | 52                                                         | 0                                                          | 30                                                         | 6.     |
| 1990/91                      | Divize D                       | 4      | 30                                                         | 11                                                         | 7                                                          | 12                                                         | 39                                                         | 37                                                         | +2                                                         | 29                                                         | 6.     |
| 1991/92                      | Divize E                       | 4      | 30                                                         | 10                                                         | 11                                                         | 9                                                          | 35                                                         | 29                                                         | +6                                                         | 31                                                         | 4.     |
| 1992/93                      | Divize E                       | 4      | 30                                                         | 25                                                         | 2                                                          | 3                                                          | 76                                                         | 13                                                         | +63                                                        | 52                                                         | 1.     |
| Česko (1993 – 2000)          |                                |        |                                                            |                                                            |                                                            |                                                            |                                                            |                                                            |                                                            |                                                            |        |
| Sezóna                       | Liga                           | Úroveň | Z                                                          | V                                                          | R                                                          | P                                                          | VG                                                         | OG                                                         | +/-                                                        | B                                                          | Pozice |
| 1993/94                      | Moravskoslezská fotbalová liga | 3      | 30                                                         | 10                                                         | 11                                                         | 9                                                          | 43                                                         | 38                                                         | +5                                                         | 31                                                         | 10.    |
| 1994/95                      | Moravskoslezská fotbalová liga | 3      | 30                                                         | 9                                                          | 5                                                          | 16                                                         | 33                                                         | 50                                                         | −17                                                        | 32                                                         | 14.    |
| 1995/96                      | Moravskoslezská fotbalová liga | 3      | 28                                                         | 11                                                         | 6                                                          | 11                                                         | 47                                                         | 50                                                         | −3                                                         | 39                                                         | 9.     |
| 1996/97                      | 2. liga                        | 2      | 30                                                         | 12                                                         | 8                                                          | 10                                                         | 54                                                         | 43                                                         | +11                                                        | 44                                                         | 4.     |
| 1997/98                      | 2. liga                        | 2      | 28                                                         | 9                                                          | 6                                                          | 13                                                         | 29                                                         | 41                                                         | −12                                                        | 33                                                         | 11.    |
| 1998/99                      | 2. liga                        | 2      | 30                                                         | 7                                                          | 5                                                          | 18                                                         | 27                                                         | 56                                                         | −29                                                        | 26                                                         | 15.    |
| 1999/00                      | Moravskoslezská fotbalová liga | 3      | Klub se odhlásil v průběhu sezóny, výsledky byly anulovány | Klub se odhlásil v průběhu sezóny, výsledky byly anulovány | Klub se odhlásil v průběhu sezóny, výsledky byly anulovány | Klub se odhlásil v průběhu sezóny, výsledky byly anulovány | Klub se odhlásil v průběhu sezóny, výsledky byly anulovány | Klub se odhlásil v průběhu sezóny, výsledky byly anulovány | Klub se odhlásil v průběhu sezóny, výsledky byly anulovány | Klub se odhlásil v průběhu sezóny, výsledky byly anulovány | 16.    |

Poznámky:
- 1976/77: Po sezoně došlo k reorganizaci soutěží.
- 1980/81: Po sezóně byla provedena reorganizace nižších soutěží, Divize D je od sezóny 1981/82 jednou ze skupin 4. nejvyšší soutěže. Vzhledem ke zmiňované reorganizaci postoupila 4 mužstva, fakticky však hrála dále v jedné ze skupin 3. nejvyšší soutěže.
- 1995/96: Klub se po sezóně slučuje s druholigovými Slušovicemi, díky čemuž mu připadá druholigová licence.[1]

## TJ Spartak PS Přerov „B“
TJ Spartak PS Přerov „B“ byl rezervním týmem Spartaku PS Přerov.

### Umístění v jednotlivých sezonách
Legenda: Z – zápasy, V – výhry, R – remízy, P – porážky, VG – vstřelené góly, OG – obdržené góly, +/− – rozdíl skóre, B – body, červené podbarvení – sestup, zelené podbarvení – postup, světle fialové podbarvení – přesun do jiné soutěže
| Československo (1974 – 1977) |                                           |        |    |    |   |   |    |    |     |    |        |
| Sezóny                       | Liga                                      | Úroveň | Z  | V  | R | P | VG | OG | +/− | B  | Pozice |
| 1973/74                      | I. B třída Severomoravského kraje – sk. E | 7      | 22 | 9  | 6 | 7 | 41 | 30 | +11 | 24 | 4.     |
| ...                          |                                           |        |    |    |   |   |    |    |     |    |        |
| 1976/77                      | I. B třída Severomoravského kraje – sk. E | 7      | 22 | 14 | 3 | 5 | 54 | 39 | +15 | 31 | 1.     |